# Ceralocyna
Ceralocyna is een kevergeslacht uit de familie van de boktorren (Cerambycidae). De wetenschappelijke naam van het geslacht werd voor het eerst geldig gepubliceerd in 1971 door Viana.

## Soorten
Ceralocyna omvat de volgende soorten:
- Ceralocyna aliciae Hovore & Chemsak, 2005
- Ceralocyna amabilis M. L. Monné & Napp, 1999
- Ceralocyna coccinea M. L. Monné & Napp, 1999
- Ceralocyna cribricollis (Bates, 1885)
- Ceralocyna foveicollis (Buquet, 1854)
- Ceralocyna fulvipes Viana, 1971
- Ceralocyna marcelae Hovore & Chemsak, 2005
- Ceralocyna margareteae Martins & Galileo, 1994
- Ceralocyna militaris (Gounelle, 1911)
- Ceralocyna nigricollis (Gounelle, 1911)
- Ceralocyna nigricornis (Gounelle, 1911)
- Ceralocyna nigropilosa M. L. Monné & Napp, 1999
- Ceralocyna onorei Hovore & Chemsak, 2005
- Ceralocyna parkeri (Chemsak, 1964)
- Ceralocyna seticornis (Bates, 1870)
- Ceralocyna terminata (Buquet, 1854)
- Ceralocyna variegata M. L. Monné & Napp, 1999
- Ceralocyna venusta Martins & Galileo, 2010